# Urd (album)
Urd je deveti studijski album norveškog metal sastava Borknagar. Album 26. ožujka 2012. godine objavljuje diskografska kuća Century Media Records. Ovo je prvi album sastava na kojem zajedno pjevaju ICS Vortex i Vintersorg te je također i posljednji album grupe na kojem je nastupao bubnjar David Kinkade, koji se nakon objave albuma pridružio grupi Soulfly te se naknadno prestao baviti glazbom.

## O albumu
Borknagarov osnivač, Øystein G. Brun, opisao je Urdovu naslovnicu kao "zemaljski izražaj...Gotovo da možete namirisati i osjetiti teksturu staronordijskih drvenih rezbarija". Budući da je prethodni Borknagarov album nosio ime Universal, Brun je izjavio kako je u pogledu naziva za novi album sastavu bilo logično "vratiti se kući na zemlju". Brun dodatno komentira kako je ovakav odabir odrazio želju "povratka srži sastava" te posebno "divljenju i razmišljanju o prirodi i čovjekovom mjestu u njoj".
Brun je komentirao kako se značenje naziva albuma može povezati s njegovim zvukom: "Iako album krasi vrlo progresivan glazbeni pristup, duh albuma vrlo je retrospektivan. Možda bi moglo zazvučati kao paradoks, ali po mom mišljenju ta 'dvojnost' čini samu srž progresije. Progresija bez glazbenog sidra je puko plutanje. Ali naziv nosi i još značenja, različite slojeve filozofskih ideja i perspektiva."
Među različitim slojevima naziva albuma ističe se njegova povezanost s nordijskom mitologijom, u kojoj je Urd ime norne koja predstavlja prošlost. Brun je preuzeo njeno ime i iskoristio ga kao metaforu za moderna znanstvena otkrića. Također je izjavio kako je Urd "drevni izraz za ono što danas znamo kao DNK. Uvijek sam bio vrlo fasciniran činjenicom da su komadići i djelići našeg DNK zapravo stari poput svijeta. Sva živuća stvorenja na neki su način povezana s prvotnom organskom stanicom. To je ponešto o priči o naslovu albuma".
Dodatno raspravljajući o temi vremenske međupovezanosti organizama, Brun je kao inspiraciju za Urd aludirao na duboku ekologiju norveškog filozofa Arne Næssa. "Jednostavno volim kako [Naess] govori o prirodi, gotovo na djetinjast ali istovremeno i na vrlo dubokouman način. On propovijeda o ideji da su sva bića povezana i jednako neovisna u pogledu preživljavanja. To je neka vrsta pobune protiv kršćanske dogme koja govori da je čovjek vladar svijeta. Stoga sam na temelju ovoga bio inspiriran pogledati u zemlju kako bih razmišljao o 'korijenima' čovječanstva".

## Popis pjesama
| 1.    | »Epochalypse«                           | Øystein G. Brun, Vintersorg | 6:08 |
| 2.    | »Roots«                                 | Brun, ICS Vortex            | 5:55 |
| 3.    | »The Beauty of Dead Cities«             | Lars A. Nedland             | 4:15 |
| 4.    | »The Earthling«                         | Brun                        | 6:51 |
| 5.    | »The Plains of Memories« (instrumental) | Brun                        | 4:27 |
| 6.    | »Mount Regency«                         | Brun                        | 6:08 |
| 7.    | »Frostrite«                             | Vortex                      | 4:50 |
| 8.    | »The Winter Eclipse«                    | Brun                        | 8:45 |
| 9.    | »In a Deeper World«                     | Brun                        | 5:42 |
| 53:01 |                                         |                             |      |

| Bonus pjesme s digipak inačice albuma | Bonus pjesme s digipak inačice albuma    | Bonus pjesme s digipak inačice albuma      | Bonus pjesme s digipak inačice albuma | Bonus pjesme s digipak inačice albuma | Bonus pjesme s digipak inačice albuma | Bonus pjesme s digipak inačice albuma | Bonus pjesme s digipak inačice albuma | Bonus pjesme s digipak inačice albuma | Bonus pjesme s digipak inačice albuma |
| Br.                                   | Skladba                                  | Autor                                      | Trajanje                              |                                       |                                       |                                       |                                       |                                       |                                       |
| ------------------------------------- | ---------------------------------------- | ------------------------------------------ | ------------------------------------- | ------------------------------------- | ------------------------------------- | ------------------------------------- | ------------------------------------- | ------------------------------------- | ------------------------------------- |
| 10.                                   | »Age of Creation«                        | Brun, Vintersorg                           | 6:19                                  |                                       |                                       |                                       |                                       |                                       |                                       |
| 11.                                   | »My Friend of Misery« (obrada Metallice) | James Hetfield, Jason Newsted, Lars Ulrich | 6:16                                  |                                       |                                       |                                       |                                       |                                       |                                       |
| 65:39                                 |                                          |                                            |                                       |                                       |                                       |                                       |                                       |                                       |                                       |

## Zasluge
| Borknagar - Øystein G. Brun – gitara - Jens F. Ryland – gitara - ICS Vortex – vokali, bas-gitara - Lars A. Nedland – vokali, klavijature - Vintersorg – vokali - David Kinkade – bubnjevi, perkusija | Ostalo osoblje - Orjan Fredriksson – fotografija - Christophe Szpajdel – logotip - Mattias Marklund – inženjer zvuka (za grube vokale) - Børge Finstad – inženjer zvuka - Asgeir Mickelson – fotografija - Jens Bogren – miksanje, mastering - Mantus – naslovnica, raspored ilustracija, dizajn |

## Vanjske poveznice
- Borknagar - Urd  Arhivirana inačica izvorne stranice od 1. svibnja 2016. (Wayback Machine) (Službena podstranica sastava koja opisuje deveti album)
- "Urd" na discogs.com